# Beatrycze Kastylijska (1242–1303)
Beatrycze Kastylijska (ur. 1242, zm. 1303) – królowa Portugalii (1253–1279). Nieślubna córka Alfonsa X Mądrego, króla Kastylii i Leonu i Marii de Guzman. Żona króla portugalskiego Alfonsa III. Para miała ośmioro dzieci:
- Blankę (1259–1321), przełożoną zakonu w Huelgas,
- Ferdynanda (1260-1262),
- Dionizego I (1261–1325), króla Portugalii,
- Aflonsa (1263–1312), lorda Portalegre, męża Wioletty Manueli Kastylijskiej,
- Sanchę (1264–ok. 1302),
- Marię (1264–1304), zakonnicę w Coimbra,
- Konstancję (1266–1271),
- Wincentego (1268–1271).